# Porites mayeri
Porites mayeri là một loài san hô trong họ Poritidae. Loài này được Vaughan mô tả khoa học năm 1918.